# Arquidiócesis de Tarento
La arquidiócesis de Tarento (en latín: Archidioecesis Tarentina y en italiano: Arcidiocesi di Taranto) es una circunscripción eclesiástica de la Iglesia católica en Italia. Se trata de una arquidiócesis latina, sede metropolitana de la provincia eclesiástica de Tarento. Desde el 22 de julio de 2023 su arzobispo es Ciro Miniero.

## Territorio y organización

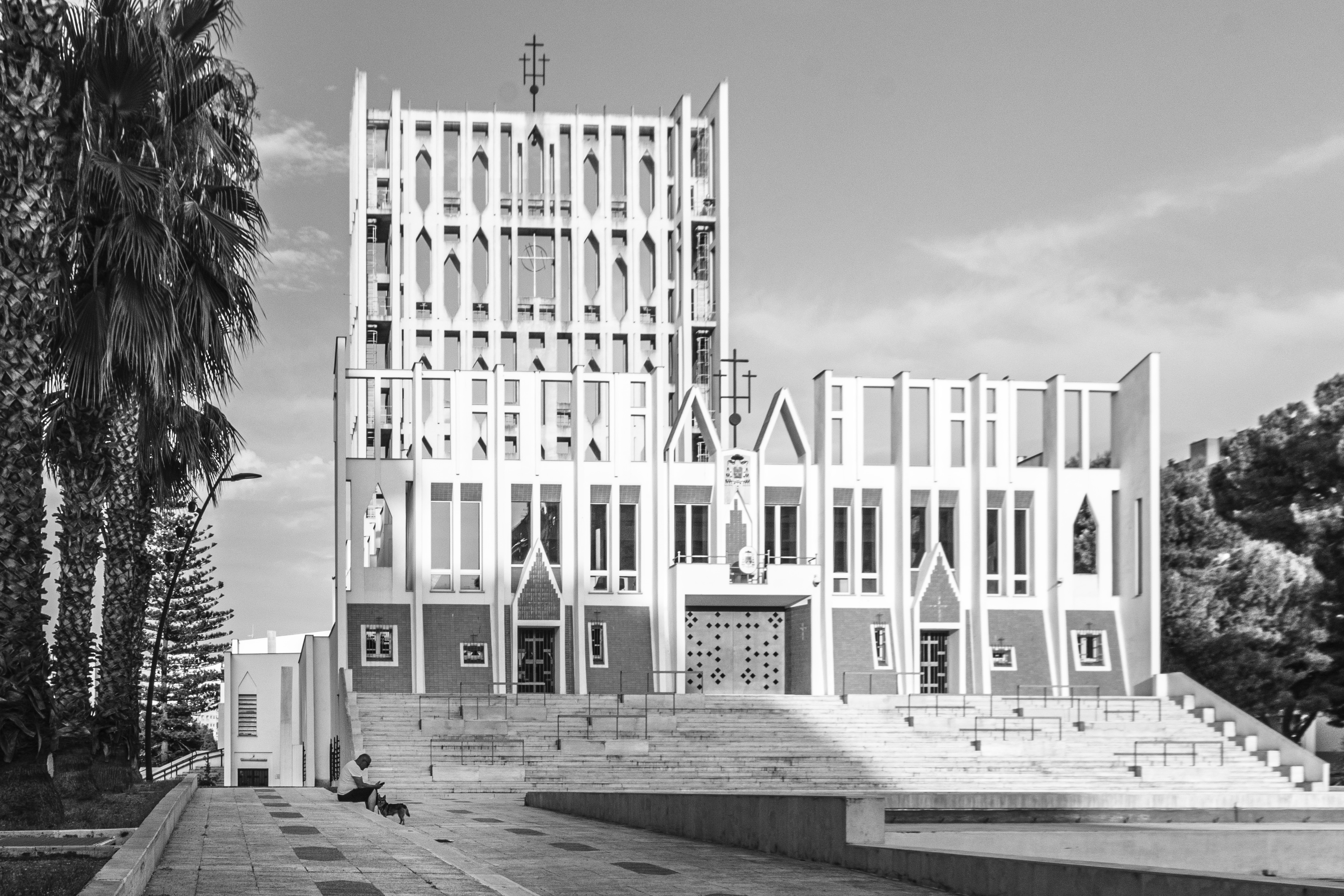
Concatedral de la Gran Madre de Dios, en Tarento

La arquidiócesis tiene 1056 km² y extiende su jurisdicción sobre los fieles católicos de rito latino residentes en 18 comunas de la provincia de Tarento en la región de Apulia, en: Carosino, Crispiano, Faggiano, Fragagnano, Grottaglie, Leporano, Lizzano, Martina Franca, Monteiasi, Montemesola, Monteparano, Pulsano, Roccaforzata, San Giorgio Ionico, San Marzano di San Giuseppe, Statte, Tarento y Torricella.

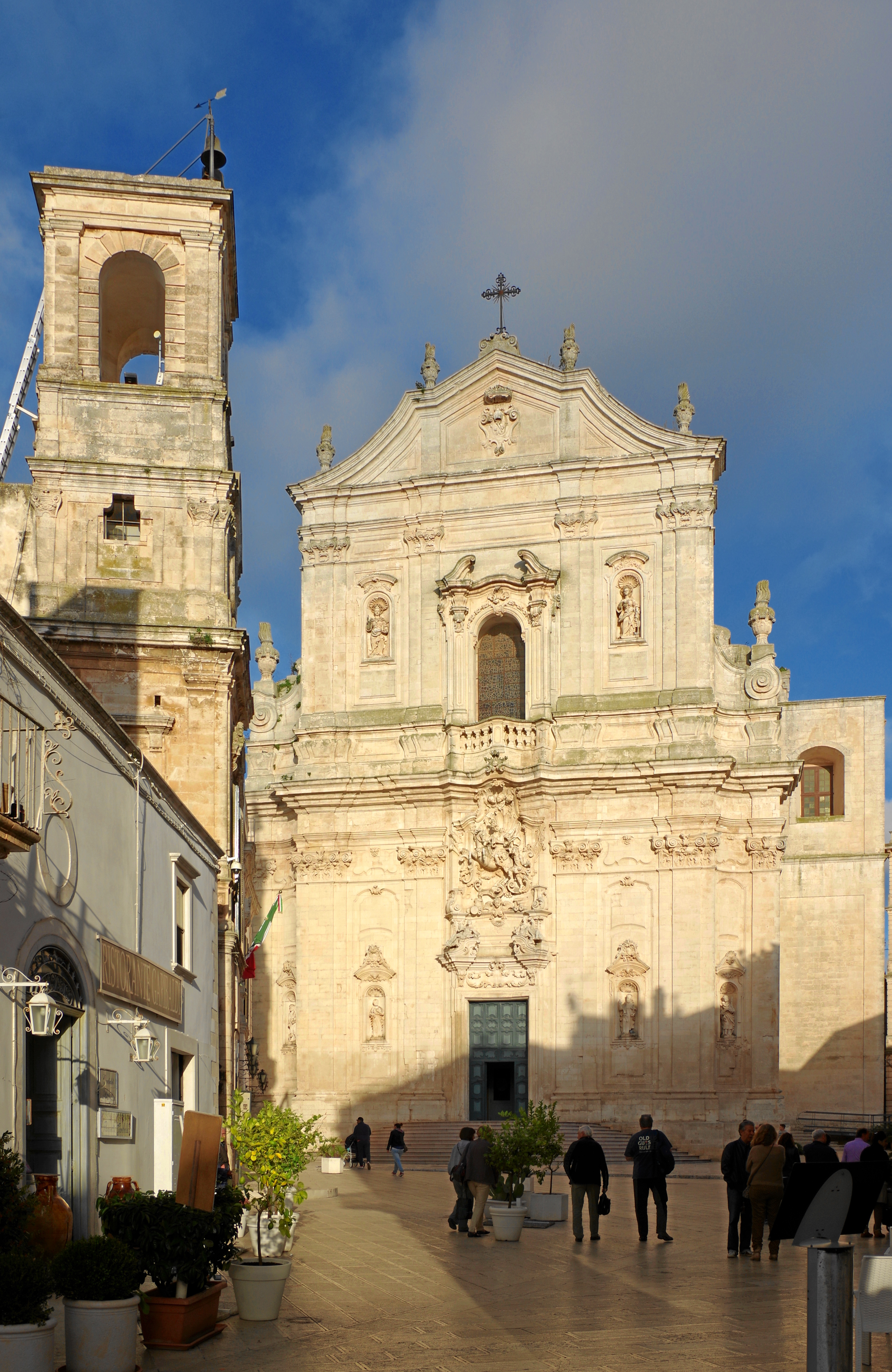
Basílica de San Martín, en Martina Franca

La sede de la arquidiócesis se encuentra en la ciudad de Tarento, en donde se halla la Catedral basílica de San Cataldo y la Concatedral de la Gran Madre de Dios. En Martina Franca se encuentra la basílica de San Martín.
En 2022 en la arquidiócesis existían 86 parroquias agrupadas en 11 vicarías: Crispiano-Statte, Grottaglie, Martina Franca, Pulsano, San Giorgio Ionico, Taranto Borgo, Taranto Nord, Taranto Orientale I, Taranto Orientale II, Taranto Paolo VI, Taranto Sud y Talsano; y 1 unidad pastoral: Taranto Isola.
La arquidiócesis tiene como sufragáneas a las diócesis de Castellaneta y de Oria.

## Historia
Según la tradición petrina, muy difundida en toda Apulia, el apóstol Pedro, en viaje a Roma, desembarcó en Tarento, fundó allí la primera comunidad cristiana y consagró a Amasiano como primer obispo. Otro obispo atribuido por la tradición a Tarento fue san Cataldo, patrono de la arquidiócesis, que estudios recientes sin embargo sitúan entre los siglos VII y VIII.
La diócesis está documentada con certeza a finales del siglo V. En una carta del papa Gelasio I (fechada entre el 492 y el 496), el pontífice anunció a la comunidad cristiana de Tarento el envío del nuevo obispo Pietro, consagrado en Roma. Este obispo podría ser identificado con otros obispos del mismo nombre, pero sin indicación de la sede a la que pertenecían, mencionados en las cartas del papa Gelasio, y con el obispo Pietro, sin indicación de la diócesis, que participó en el Concilio Romano de 495. Gracias a la correspondencia de Gregorio Magno, se conocen otros dos obispos de Tarento entre los siglos VI y VII: Andrea (593), acusado en Roma de concubinato y de haber causado la muerte de una mujer; y Honorio, quien en 603 hizo construir un baptisterio cerca de la ecclesia sanctae Mariae.
Entre los siglos VII y VIII, tres obispos de Tarento participaron en los sínodos romanos. Giovanni I participó en el Concilio de Letrán de 649 convocado por el papa Martín I para condenar la herejía del monotelismo. En 680 Germano estuvo entre los padres del Concilio Romano del papa Agatón, quien una vez más condenó el monotelismo. Su firma aparece en la carta sinodal enviada a Constantinopla y anexa a las actas del concilio ecuménico de 680/681. En el año 743 Aufredo participó en el concilio convocado por el papa Zacarías.
La ciudad de Tarento conoció sucesivas invasiones: fue conquistada primero por los godos, luego por los bizantinos, tomada por los lombardos y ocupada durante cuarenta años por los sarracenos. Durante todo este período la diócesis permaneció siempre bajo la jurisdicción de la Iglesia de Occidente y de los papas de Roma, incluso después de la conquista definitiva de los bizantinos a finales del siglo IX. Aunque el rito dominante era el latín, se desarrollaron comunidades de lengua y rito griegos en el interior y en algunas comunidades monásticas. En un documento del año 978 del príncipe de Capua Pandolfo, Giovanni II fue el primero en recibir el título de arzobispo. El segundo arzobispo conocido es Dionisio, quien en 1028, año veintiuno de su pontificado, donó la iglesia de San Benedetto a los monjes de Cava.
En la segunda mitad del siglo XI Tarento fue conquistada por los normandos. El primer arzobispo de la época normanda fue Drogone, quien erigió la catedral en 1071, después de que la anterior fuera destruida por los sarracenos. Fuentes contemporáneas refieren que durante las excavaciones para el nuevo edificio se encontraron las reliquias de san Cataldo, proclamado patrono de la ciudad y de la diócesis.
El arzobispo Angelo, en la cátedra de Tarento a finales del siglo XII, estuvo empleado en varias embajadas cerca del papa Inocencio III. «La ciudad contó en este período con importantes monasterios: cabe destacar el benedictino de San Pietro Imperiale, el basiliano de San Vito del Pizzo y el cisterciense de Santa Maria del Galeso. Había también dos monasterios femeninos... En el siglo XV se establecieron allí los franciscanos (menores observantes), los dominicos y los agustinos. En el próximo siglo tendremos también los Mínimos, los hospitalarios y los carmelitas descalzos.»
La provincia eclesiástica de Tarento está documentada a partir del siglo XII; originalmente incluía las diócesis de Castellaneta y Mottola. En 1591 se añadió la diócesis de Oria.
El cardenal Marcantonio Colonna introdujo la reforma tridentina y estableció el seminario arzobispal, inaugurado el 1 de junio de 1568. El mismo obispo convocó un sínodo provincial para implementar los decretos conciliares. Los numerosos sínodos celebrados por los arzobispos durante el siglo XVII favorecieron la obra de reforma moral y religiosa de la arquidiócesis, en la estela del Concilio de Trento. Entre los prelados destacaron especialmente los arzobispos Ottavio Mirto Frangipane (1605-1612), Bonifazio Caetani (1613-1617), el teatino Tommaso Caracciolo (1637-1663) y Francesco Pignatelli (1683-1703), nombrado posteriormente arzobispo de Nápoles.
Entre los siglos XVIII y XIX, la vida y la historia de la arquidiócesis estuvieron marcadas por el largo episcopado de Giuseppe Capecelatro (1778-1817). «Este eminente arzobispo, que gracias a sus dotes culturales contaba con conocidos en todas las cortes europeas, incluida la de San Petersburgo, además de ser un fino intelectual y político, era también un atento pastor de la diócesis, como atestiguan sus visitas pastorales y los numerosos edictos emitidos en cerca de cuarenta años de episcopado: disciplina y cultura del clero, una ratio studiorum actualizada para el seminario, catequesis para el pueblo en lengua vernácula, asistencia a los moribundos, atención al complejo mundo fraternal, lucha contra la falsa religiosidad popular por una verdadera religiosidad popular para vivir una fe más segura y auténtica son algunos de los elementos sustentadores y constantes de toda su fecunda e incisiva acción pastoral».
Entre los siglos XIX y XX la arquidiócesis fue dirigida por otras grandes figuras del episcopado: Giuseppe Rotondo (1855-1885), quien, no aceptando la unidad de Italia, se exilió primero a Nápoles y luego a Roma; Pietro Alfonso Iorio (1885-1908), quien introdujo la Acción Católica en la diócesis; Orazio Mazzella (1917-1934), quien defendió firmemente las instituciones católicas contra los abusos del gobierno fascista.
A principios del siglo XX se abolieron los últimos restos del rito griego. De hecho, durante las principales fiestas del año litúrgico, la segunda lectura y el evangelio se cantaban en la catedral primero en latín y luego en griego.
En 1968 el papa Pablo VI visitó la ciudad y la arquidiócesis y celebró la misa de Nochebuena entre los trabajadores de la Siderurgia de Tarento. En octubre de 1989 el papa Juan Pablo II realizó una visita apostólica a la arquidiócesis de Tarento.
Guglielmo Motolese gobernó la sede de Tarento durante treinta años, primero (1957) como administrador apostólico sede plena, a causa de la enfermedad que afectó al anciano arzobispo Ferdinando Bernardi, y luego como arzobispo. A él se debe la decisión de construir en la parte nueva de la ciudad un nuevo gran lugar de culto dedicado a la Gran Madre de Dios, diseñado por el arquitecto Gio Ponti e inaugurado el 6 de diciembre de 1970. El mismo Motolese fue obispo de Castellaneta de 1974 a 1980, uniendo así in persona episcopi las dos sedes durante seis años.

## Estadísticas
Según el Anuario Pontificio 2023 la arquidiócesis tenía a fines de 2022 un total de 375 700 fieles bautizados.
| Año                                                                             | Población            | Población | Población      | Sacerdotes | Sacerdotes    | Sacerdotes    | Bautizados por sacerdote | Diáconos permanentes | Religiosos | Religiosos | Parroquias |
| Año                                                                             | Bautizados católicos | Total     | % de católicos | Total      | Clero secular | Clero regular | Bautizados por sacerdote | Diáconos permanentes | Varones    | Mujeres    | Parroquias |
| ------------------------------------------------------------------------------- | -------------------- | --------- | -------------- | ---------- | ------------- | ------------- | ------------------------ | -------------------- | ---------- | ---------- | ---------- |
| 1950                                                                            | 345 000              | 345 800   | 99.2           | 197        | 141           | 56            | 1751                     |                      | 75         | 242        | 43         |
| 1970                                                                            | 358 400              | 358 999   | 99.8           | 196        | 116           | 80            | 1828                     |                      | 95         | 500        | 67         |
| 1980                                                                            | 401 313              | 403 208   | 99.5           | 212        | 116           | 96            | 1892                     |                      | 107        | 534        | 73         |
| 1990                                                                            | 413 085              | 417 168   | 99.0           | 215        | 117           | 98            | 1921                     | 1                    | 104        | 463        | 80         |
| 1999                                                                            | 405 563              | 408 218   | 99.3           | 219        | 132           | 87            | 1851                     | 12                   | 96         | 358        | 83         |
| 2000                                                                            | 408 212              | 411 655   | 99.2           | 218        | 132           | 86            | 1872                     | 15                   | 95         | 376        | 83         |
| 2001                                                                            | 391 941              | 395 178   | 99.2           | 227        | 139           | 88            | 1726                     | 15                   | 94         | 369        | 86         |
| 2002                                                                            | 406 703              | 410 203   | 99.1           | 222        | 138           | 84            | 1831                     | 17                   | 93         | 325        | 86         |
| 2003                                                                            | 406 954              | 410 502   | 99.1           | 227        | 142           | 85            | 1792                     | 17                   | 95         | 350        | 87         |
| 2004                                                                            | 405 870              | 409 350   | 99.1           | 223        | 143           | 80            | 1820                     | 15                   | 90         | 366        | 82         |
| 2010                                                                            | 405 542              | 408 481   | 99.3           | 236        | 167           | 69            | 1718                     | 16                   | 70         | 314        | 89         |
| 2014                                                                            | 412 500              | 415 500   | 99.3           | 220        | 155           | 65            | 1875                     | 14                   | 68         | 282        | 88         |
| 2017                                                                            | 391 528              | 400 122   | 97.9           | 215        | 156           | 59            | 1821                     | 14                   | 62         | 268        | 88         |
| 2020                                                                            | 380 431              | 391 231   | 97.2           | 205        | 159           | 46            | 1855                     | 12                   | 49         | 213        | 86         |
| 2022                                                                            | 375 700              | 385 900   | 97.4           | 208        | 161           | 47            | 1806                     | 12                   | 50         | 213        | 86         |
| Fuente: Catholic-Hierarchy, que a su vez toma los datos del Anuario Pontificio. |                      |           |                |            |               |               |                          |                      |            |            |            |

## Episcopologio
- San Amasiano? † (siglo I)[nota 4]
- Pietro (Innocenzo) † (al tiempo del papa Gelasio I-492-496)
- Andrea † (antes de noviembre de 592-después de junio de 593)[nota 5]
- Onorio † (mencionado en 603)
- Giovanni I † (mencionado en 649)
- Gervasio I? † (mencionado en 659)[nota 6]
- Antonio? † (siglo VII)[nota 7]
- Germano † (mencionado en 680)
- San Cataldo? † (siglo VII)
- Aufredo (o Anfrido o Cesario) † (mencionado en 743)
- Anónimo † (en la época del papa Esteban V-885-891)[7]
- Giovanni II † (mencionado en 978)
- Dionisio † (circa 1007-después de 1028)
- Alessandro Facciapecora? † (mencionado en 1040)
- Stefano? † (?-1041 falleció)[nota 8]
- Cinnamo † (antes de 1040-después de 1049)[8]
- Drogone † (circa 1053-después de 1071)
- Orso † (mencionado en 1080)[nota 9]
- Basilio? † (antes de 1084-después de 1085)
- Alberto † (mencionado en 1092)
- Giacomo? † (mencionado en 1098)
- Stefano Filomarino † (?-1102)
- Monaldo (o Maraldo) † (mencionado en 1102)[nota 10]
- Rainaldo † (1106-1119)
- Gualtiero I (llamado domini Goffridi) † (mencionado en 1128)[9]
- Rosemanno † (mencionado en 1133)[9]
- Filippo, O.Cist. † (circa 1135-1139 depuesto)[9]
- Giraldo I † (1139-después de 1172)[nota 11]
- Basilio Paleano † (antes de 1177-después de 1181)[nota 12]
- Gervasio II † (antes de 1187-circa 1194[nota 13]falleció)[10]
- Angelo, O.E.S.A. † (20 de enero de 1195-abril/julio de 1200 falleció)[10]
  - Sede vacante (julio de 1200-enero de 1202)[10]
- Giraldo II † (1202-? falleció)[nota 14]
- Nicola I † (mencionado en 1205)[10]
- Berardo † (antes de junio de 1208-después de 1211)[10]
- Gualtiero II † (antes de octubre de 1215 [nota 15]-febrero/diciembre de 1218[nota 16] falleció)
- Nicolò II † (20 de noviembre de 1219[nota 17]-después de agosto de 1247 falleció)[10]
  - Sede vacante (1248-1252)
- Enrico Cerasolo I † (25 de marzo de 1252-julio/octubre de 1274 falleció)[nota 18]
- Enrico Cerasolo II † (antes del 12 de marzo de 1276[nota 19]-después del 20 de abril de 1297 falleció)[nota 20]
- Gualtiero Saraceno † (22 de junio de 1299-1301 falleció)
- Gregorio da Capua, O.P. † (13 de noviembre de 1301-1334 falleció)
- Ruggero Capitignano-Taurisano[11] † (26 de abril de 1334-1348 falleció)
  - Bertrando di Castronovo † (1348-7 de enero de 1349 nombrado arzobispo de Salerno) (obispo electo)
- Giacomo de Atri † (7 de enero de 1349-15 de julio de 1381[nota 21] falleció)
- Obediencia aviñonesa:
  - Martino † (20 de noviembre de 1381-? falleció)
  - Matteo Spina † (28 de mayo de 1384-falleció antes del 25 de julio de 1399)[12]
- Obediencia romana y pisana:
  - Marino del Giudice † (4 de junio de 1380-diciembre de 1385 falleció)
  - Pietro Amely di Brunac, O.E.S.A. † (circa 1386-12 de noviembre de 1387 nombrado patriarca de Grado)
  - Pietro † (12 de abril de 1389-? falleció)
  - Elisario, O.S.B. † (27 de junio de 1391-?)
  - Bartolomeo d'Aprano † (?-17 de marzo de 1400 nombrado arzobispo de Salerno)
  - Jacopo Palladini † (24 de marzo de 1400-16 de noviembre de 1401 nombrado obispo de Florencia)
  - Alamanno Adimari † (16 de noviembre de 1401-3 de noviembre de 1406 nombrado arzobispo de Pisa)
- Ludovico Bonito † (29 de julio de 1407-1412 renunció)
  - Rinaldo Brancaccio † (3 de julio de 1412-1420 renunció) (administrador apostólico)
- Giovanni De Ponte † (20 de octubre de 1421-19 de diciembre de 1439 renunció)
  - Giuliano Cesarini † (circa 1440-7 de marzo de 1444 renunció) (administrador apostólico)
- Mario Orsini † (30 de julio de 1445-1471 falleció)
- Latino Orsini † (30 de octubre de 1472-11 de agosto de 1477 falleció)
  - Giovanni d'Aragona † (10 de noviembre de 1477-17 de octubre de 1485 renunció) (administrador apostólico)
- Giovanni Battista Petrucci † (17 de noviembre de 1485-26 de enero de 1489 renunció)[nota 22]
- Francesco de Perez † (26 de enero de 1489-1491 falleció)
  - Giovanni Battista Orsini † (5 de noviembre de 1491-24 de septiembre de 1498 renunció) (administrador apostólico)
- Enrico Bruno, O.P. † (24 de septiembre de 1498-1509 falleció)
- Orlando Carretto della Rovere † (10 de octubre de 1509-24 de abril de 1510 nombrado arzobispo de Nazaret)
- Giovanni Maria Poderico † (24 de abril de 1510-1524 falleció)
- Francesco Armellini † (15 de diciembre de 1525-octubre de 1527 falleció)
- Girolamo d'Ippolito, O.P. † (18 de enero de 1528-1528 falleció)
- Antonio Sanseverino † (31 de agosto de 1528-17 de agosto de 1543 falleció)
- Francesco Colonna † (22 de octubre de 1544-1560 falleció)
- Marcantonio Colonna † (9 de julio de 1560-13 de octubre de 1568 nombrado arzobispo de Salerno)
- Girolamo da Correggio † (13 de mayo de 1569-9 de octubre de 1572 falleció)
- Lelio Brancaccio † (15 de julio de 1574-1599 falleció)
- Juan de Castro, O.S.B.Clun. † (20 de marzo de 1600-11 de noviembre de 1601 falleció)
  - Sede vacante (1601-1605)
- Ottavio Mirto Frangipane † (20 de junio de 1605-24 de julio de 1612 falleció)
- Bonifazio Caetani † (22 de abril de 1613-24 de junio de 1617 falleció)
- Antonio d'Aquino † (23 de julio de 1618-antes del 27 de agosto de 1627 falleció)
- Francisco Sánchez Villanueva y Vega † (24 de enero de 1628-23 de septiembre de 1630 nombrado arzobispo a título personal de Mazara del Vallo)
- Gil Carrillo de Albornoz † (23 de septiembre de 1630-30 de marzo de 1637 renunció)
- Tommaso Caracciolo, C.R. † (30 de marzo de 1637-1663 falleció)
- Tommaso de Sarria, O.P. † (13 de abril de 1665-5 de noviembre de 1682 falleció)
- Francesco Pignatelli, C.R. † (27 de septiembre de 1683-19 de febrero de 1703 nombrado arzobispo de Nápoles)
  - Sede vacante (1703-1713)
- Giovanni Battista Stella † (30 de agosto de 1713-diciembre de 1725 falleció)
- Fabrizio de Capua † (22 de diciembre de 1727-11 de diciembre de 1730 nombrado arzobispo de Salerno)
- Celestino Galiani, O.S.B.Coel. † (30 de abril de 1731-31 de marzo de 1732 renunció)
- Casimiro Rossi † (19 de enero de 1733-5 de mayo de 1738 nombrado arzobispo de Salerno)
- Giovanni Rossi, C.R. † (21 de mayo de 1738-febrero de 1750 falleció)
- Antonino Sersale † (16 de noviembre de 1750-11 de febrero de 1754 nombrado arzobispo de Nápoles)
- Isidoro Sánchez de Luna, O.S.B. † (22 de abril de 1754-28 de mayo de 1759 nombrado arzobispo de Salerno)
- Francesco Saverio Mastrilli, C.R. † (13 de julio de 1759-octubre de 1777 falleció)
- Giuseppe Capecelatro † (30 de marzo de 1778-28 de marzo de 1817 renunció)
- Giovanni Antonio de Fulgure, C.M. † (25 de mayo de 1818-6 de enero de 1833 falleció)
- Raffaele Blundo † (6 de abril de 1835-20 de junio de 1855 falleció)
- Giuseppe Rotondo † (17 de diciembre de 1855-20 de enero de 1885 falleció)
- Pietro Alfonso Jorio † (27 de marzo de 1885-15 de noviembre de 1908 renunció[nota 23])
- Carlo Giuseppe Cecchini, O.P. † (4 de diciembre de 1909-17 de diciembre de 1916 falleció)
- Orazio Mazzella † (14 de abril de 1917-1 de noviembre de 1934 renunció[nota 24])
- Ferdinando Bernardi † (21 de enero de 1935-18 de noviembre de 1961 falleció)
- Guglielmo Motolese † (16 de enero de 1962-10 de octubre de 1987 retirado)
- Salvatore De Giorgi (10 de octubre de 1987-11 de mayo de 1990 renunció)
- Benigno Luigi Papa, O.F.M.Cap. † (11 de mayo de 1990-21 de noviembre de 2011 retirado)
- Filippo Santoro (21 de noviembre de 2011-22 de julio de 2023 retirado)
- Ciro Miniero, por sucesión el 22 de julio de 2023